# Remire-Montjoly
Remire-Montjoly (también Rémire-Montjoly) es una comuna francesa situada en la Guayana Francesa, específicamente al sureste de Cayena y es suburbio de esta ciudad. Tiene una extensión de 46,11 km² y una población de 19.894 habitantes (datos de 2011).
El principal puerto de la Guayana Francesa, el Dégrad-Des-Cannes, está ubicado en esta comuna, en el estuario del río Mahury.
La comuna fue llamada originalmente como Remire, pero el 27 de marzo de 1969 el nombre fue cambiado a Remire-Montjoly para reflejar el desarrollo de Montjoly, una de las dos localidades en la comuna. Con la expansión urbana, ambas localidades se han fusionado con Cayena en un área urbana, aunque administrativamente está separado de la comuna de Cayena.